# Aloïs Dansou
Aloïs Patrice Kouadjo Dansou (* 31. März 1982 in Vénissieux, Frankreich) ist ein beninischer Schwimmer.

## Karriere
Für sein Land Benin nahm Dansou als einer von vier Startern an den Olympischen Sommerspielen 2004 in Athen teil. Auch gehörte er bei den Olympischen Sommerspielen 2008 in Peking zu den fünf beninischen Teilnehmern. In beiden Fällen trat er über 50 m Freistil an. Weitere internationale Teilnahmen hatte Dansou bei den Weltmeisterschaften 2007 in Sydney sowie den Weltmeisterschaften 2015 in Kasan.
Sein Bruder ist Marc Dansou, der 2020 für Benin an den Olympischen Spielen teilnahm.